# Temple protestant de Dieulefit
Le temple protestant de Dieulefit est un édifice religieux situé place Châteauras à Dieulefit, commune de la Drôme. La paroisse est membre de l'Église protestante unie de France.

## Histoire

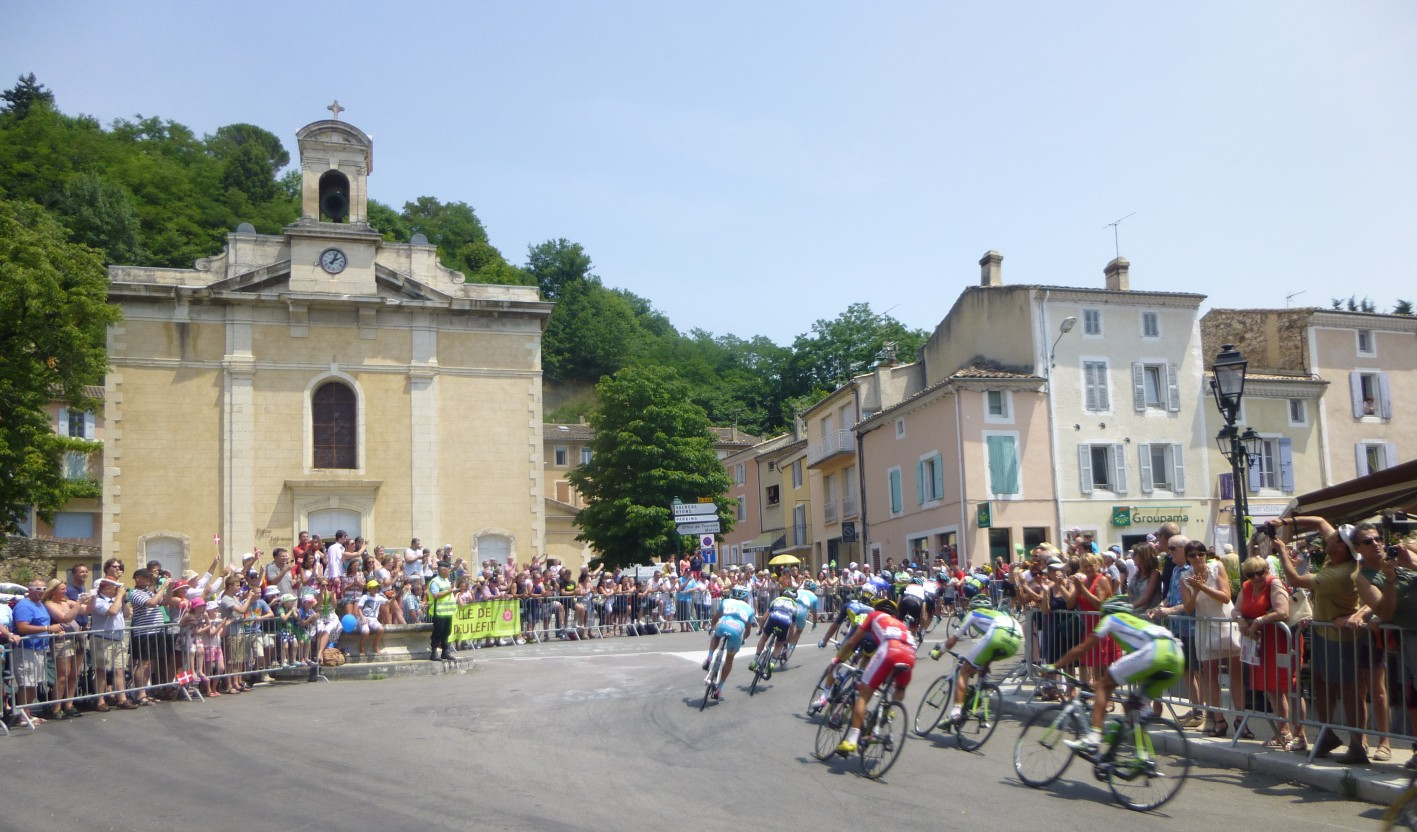
Le Tour de France 2013, devant le temple de Dieulefit

En 1805, la commune de Dieulefit accorde le terrain dans le quartier de Châteauras. Le 4 août 1806, un premier culte y est célébré. Le temple est consacré le 8 novembre 1810. En 1821, l'orgue et les tribunes sont aménagés. En 1831, le plafond est remplacé par une voûte.
Pendant la Seconde Guerre mondiale, l’école de Beauvallon avec une éducation nouvelle d’inspiration suisse et dirigée par Marguerite Soubeyran et Catherine Krafft, devient un refuge de juifs et de résistants. Dieulefit ressemble au Chambon-sur-Lignon avec un refuge fondu dans la population locale, où travaillent ensemble le pasteur, le prêtre et la secrétaire de mairie réalisant des faux-papiers en série,.
Le temple est inscrit à l'inventaire des monuments historiques depuis le 7 décembre 2010.

## Architecture
Typique des temples protestants de la première moitié du XIXe siècle, il forme un bâtiment rectangulaire de style néo-classique d'une longueur de 32 mètres sur 24 mètres de largeur. Sa façade dépouillée est surmontée d'un clocheton intégrant intégrant un cadran d'horloge. Les baies sont composées de vitraux géométriques entourés de frises de feuillages colorés exécutés par Fulcrand Brunet.